# Luigi Giannettino
Luigi Giannettino (Palermo, 16 aprile 1883 – Trento, 18 dicembre 1917) è stato un militare italiano, combattente nella prima guerra mondiale e decorato con medaglia d'oro al valor militare.

## Combattente nella prima guerra mondiale
Con la partecipazione dell'Italia nel primo conflitto mondiale, a seguito della dichiarazione di guerra del 24 maggio 1915 contro l'Impero austro-ungarico, il palermitano Luigi Giannettino fu chiamato alle armi e arruolato nell'Esercito. Per la sua condizione di coniugato, padre di due figli, fu inizialmente assegnato al deposito del 76º Reggimento fanteria.
Nel luglio 1917, dopo le ingenti perdite subite dalle truppe italiane in due anni di combattimenti, fu inviato al fronte, in forza al 5º Reggimento della brigata "Aosta", schierato nella zona della Valsugana, nel Trentino sud-orientale.
Alla fine di ottobre 1917, con la disfatta di Caporetto, le truppe italiane in rotta  furono costrette ad una drammatica ritirata e a riposizionarsi dietro il fiume Piave.  Anche Giannettino, con il suo reparto, fu coinvolto in quegli eventi e schierato sul fronte del Grappa. Nel dicembre del 1917, partecipò con valore ai combattimenti contro le truppe austriache che si svolsero sul Colle della Berretta.
Il 18 dicembre, perse la vita mentre cercava di aiutare alcuni commilitoni di un altro reparto che, sull'altura di Cà d'Anna sul Monte Grappa, rischiavano di essere aggirati dal nemico.
Per il suo eroico comportamento, gli fu conferita, il 16 agosto 1918, la medaglia d'oro al valor militare alla memoria.

## Riconoscimenti
Luigi Giannettino è ricordato a Palermo, sua città natale, in una stele fatta erigere nel Giardino Inglese dall'Istituto del Nastro Azzurro, associazione dei decorati al valor militare, in onore dei caduti del capoluogo siciliano e della sua provincia. Una via cittadina, nei pressi dell'Università, è dedicata al suo nome; nella stessa zona altri odonimi (via Toti, via Antonino Cascino, via Piave, via Montegrappa, ecc.) rammentano personaggi e luoghi legati alle vicende della grande guerra.
Il suo sacrificio è ricordato, inoltre, in un monumento situato all'interno di Villa Bonanno in piazza della Vittoria. 
La caserma di Trapani, prima sede del 60º Reggimento fanteria e oggi del 6º Reggimento bersaglieri, è intitolata al suo nome.